# Marugame
Marugame (japanisch 丸亀市, -shi) ist eine Hafenstadt am Seto-Binnenmeer in der Präfektur Kagawa in Japan.

## Sehenswürdigkeiten
Marugame ist eine alte Burgstadt und besitzt einen von nur zwölf im Originalzustand erhaltenen hölzernen Burgtürmen in ganz Japan (Burg Marugame).
Sehenswürdigkeiten in Marugame sind:
- Der Iino, auch Sanuki-Fuji genannt, ein Berg zwischen Marugame und Sakaide. Er ist einer der „Sieben Fuji von Sanuki“ (讃岐七富士, Sanuki nana-Fuji).
- Shiwaku-Kimbansho auf der zu Marugame gehörenden Honjima der Shiwaku-Inseln, ein im 19. Jahrhundert rekonstruierter Verwaltungskomplex, heute ein Museum zur Geschichte der Piraten des Shiwaku Suigun.
- Nakazu-Banshōen, ein japanischer Garten aus dem 17. Jahrhundert mit dem Marugame Genichiro-Inokuma Museum of Contemporary Art.

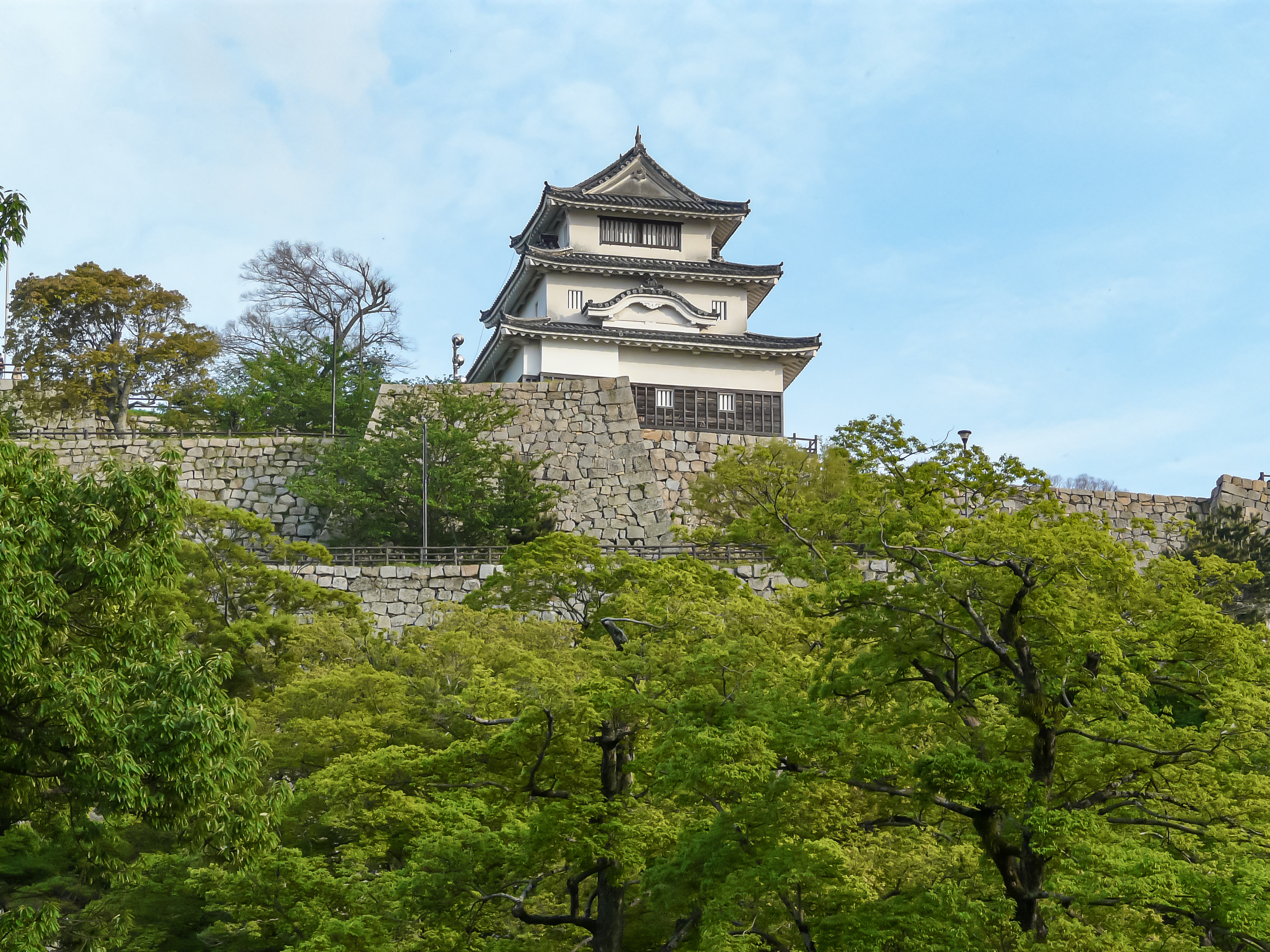
Burg Marugame
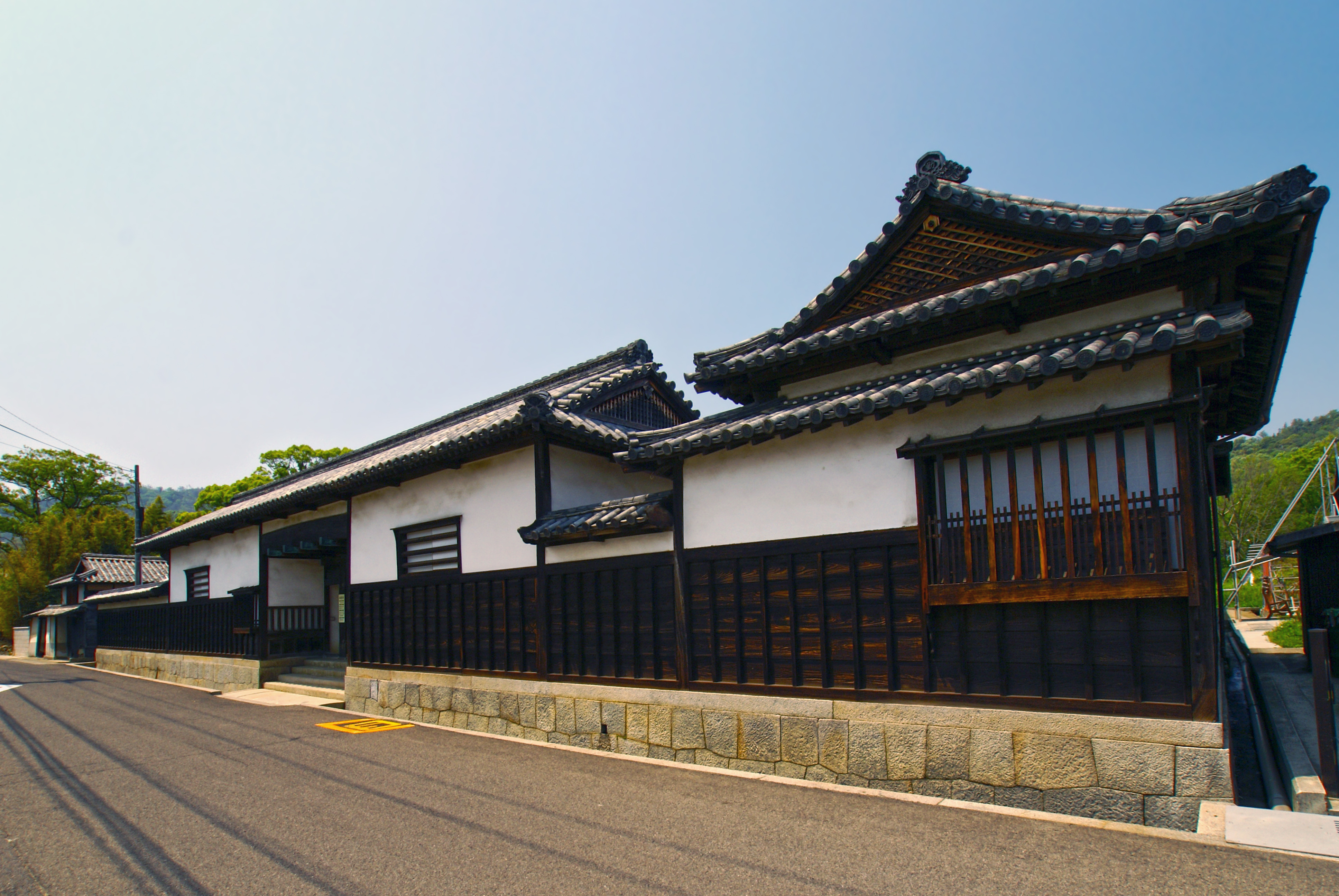
Shiwaku-Kimbansho
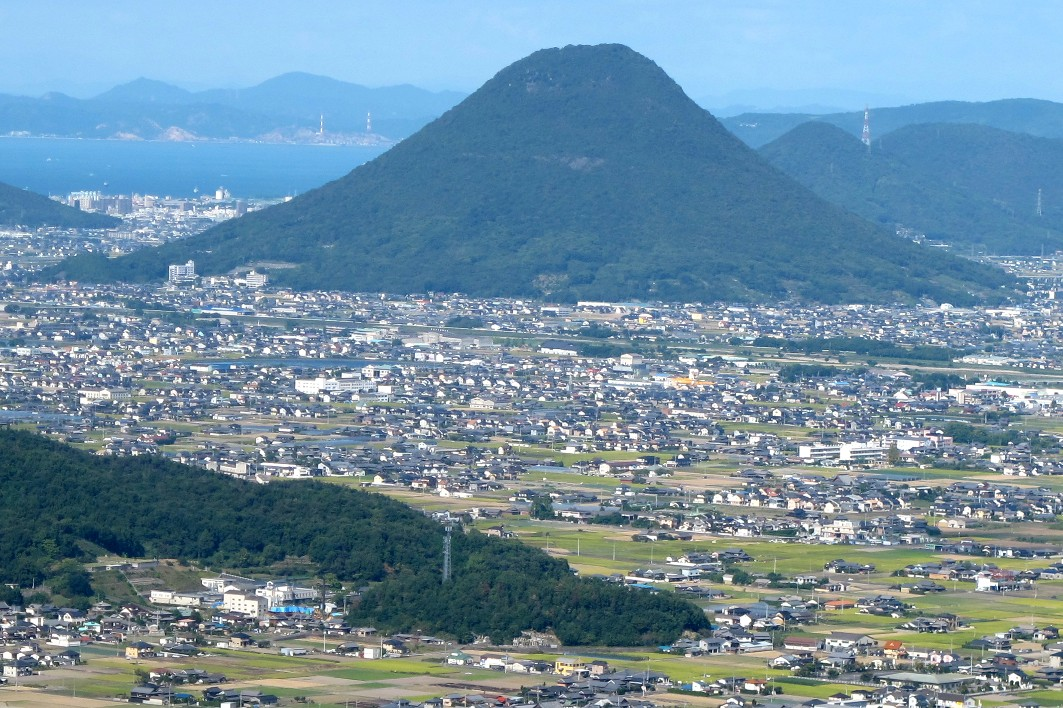
Iino
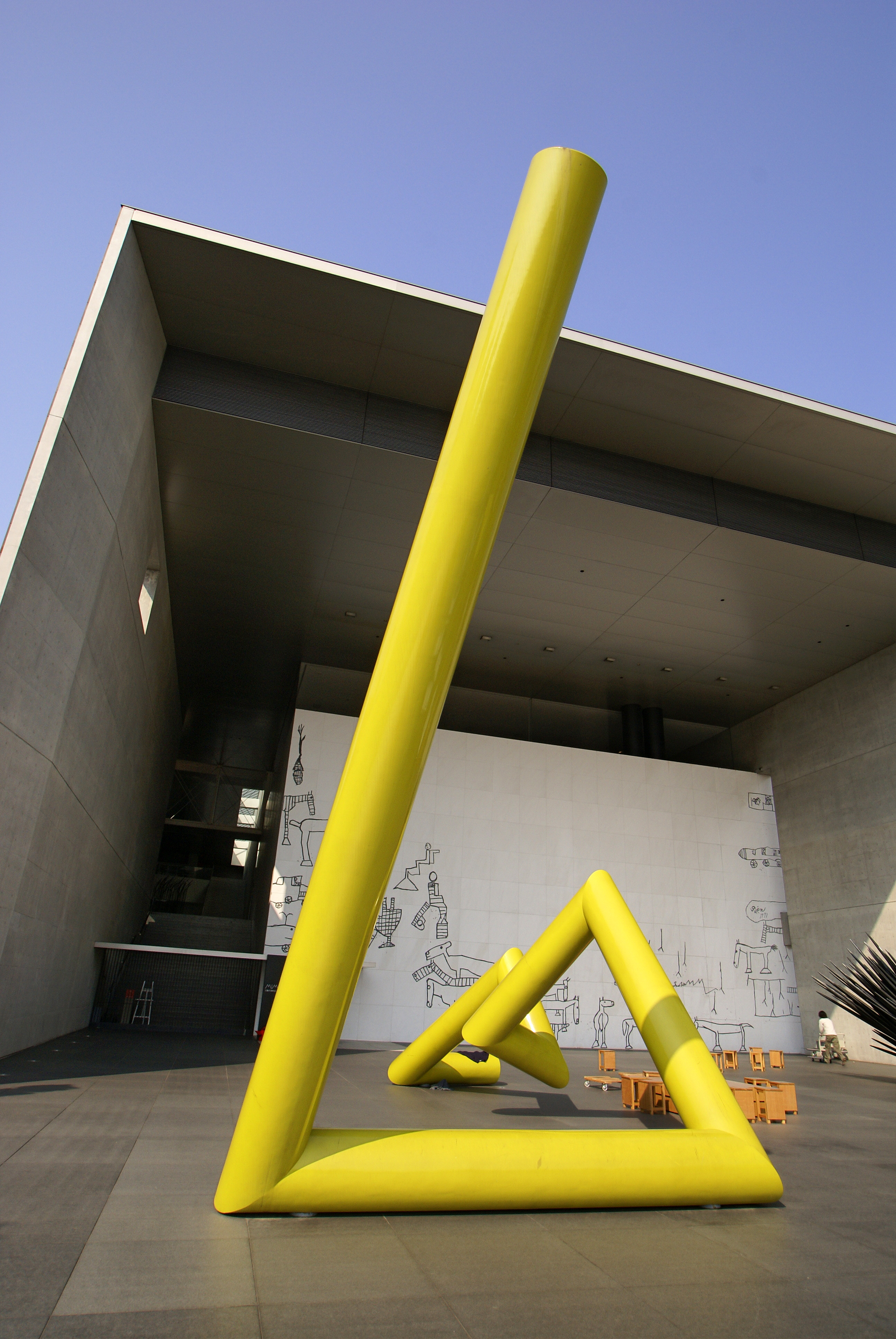
Marugame Genichiro-Inokuma Museum of Contemporary Art

## Geschichte
Marugame wurde im April 1899 während der Meiji-Zeit als 53. Ort zur Stadt (shi) erhoben. Während des Ersten Weltkrieges wurden in Marugame (im Tempel Honganji-Shioya-Betsuin) ca. 330 Soldaten und Offiziere aus Tsingtau als Kriegsgefangene zwei und einhalb Jahre inhaftiert. In der Shōwa-Zeit der 1940er- und 1950er-Jahre wurden der Stadt Gebiete im Südosten und einige Inseln zugeschlagen. 1999 feierte Marugame ihren 100. Gründungstag.
Am 22. März 2005 vereinigten sich die Gemeinden Ayauta und Hanzan mit Marugame.

## Wirtschaft
Das führende japanische Unternehmen für Schiffbau, die Imabari Shipbuilding, baute 2017 für knapp 300 Millionen Euro eine neue Werft, auf der u. a. Evergreen 20.000-TEU-Typen vom Stapel laufen.
Marugame ist auch bekannt für seine Uchiwa-Produktion (Fächer). Etwa 90 % aller in Japan hergestellten Fächer stammen aus Marugame.

## Verkehr
Zug
- JR Yosan-Linie

Straße
- Takamatsu-Autobahn
- Nationalstraße 11: nach Tokushima und Matsuyama
- Nationalstraße 32
- Nationalstraße 319, 377, 438

## Städtepartnerschaften
- Donostia-San Sebastián, Spanien
- Willich, Deutschland

## Sport
In Marugame befindet sich das Marugame-Stadion der Präfektur Kagawa (Kagawa kenritsu Marugame kyōgijō), das 30.000 Zuschauern Platz bietet. Am ersten Sonntag im Februar ist es Start und Ziel des Kagawa-Marugame-Halbmarathons.
Das Marugame Kyōteijō nahe dem Bahnhof ist eine von zwei Motorbootrennbahnen auf Shikoku.

## Angrenzende Städte und Gemeinden
- Sakaide
- Mannō
- Tadotsu
- Zentsūji